# Schönau (Pfalz)
Schönau este o comună din landul Renania-Palatinat, Germania. Numele oficial al comunei este Schönau/Pfalz. Deoarece există mai multe localități numite Schönau, atunci când este nevoie se precizează astfel: Schönau (Pfalz).
1. ↑  Alle politisch selbständigen Gemeinden mit ausgewählten Merkmalen am 31.12.2018 (4. Quartal) (în germană), Statistisches Bundesamt[*], arhivat din original la 10 martie 2019, accesat în 10 martie 2019